# (5759) Zoshchenko
(5759) Zoshchenko ist ein Asteroid des Hauptgürtels, der am 22. Januar 1980 von der ukrainischen (bis 1992: sowjetischen) Astronomin Ljudmyla Karatschkina an der Zweigstelle Nautschnyj des Krim-Observatoriums (IAU-Code 095) etwa 30 km von Simferopol entfernt auf der Halbinsel Krim entdeckt wurde.
Der Asteroid ist Mitglied der Koronis-Familie, einer Gruppe von Asteroiden, die nach (158) Koronis benannt ist.
Der Himmelskörper wurde nach dem sowjetischen Schriftsteller und Satiriker Michail Michailowitsch Soschtschenko (1894–1958) benannt, der sich 1921 der literarischen Gruppe der Serapionsbrüder anschloss und bis zu ihrem Ende ihr ständiges Mitglied blieb.